# Oberndorf bei Salzburg
Pour les articles homonymes, voir Oberndorf.
Oberndorf est une petite ville autrichienne du District de Salzbourg-Umgebung, dans le Land de Salzbourg. Elle est connue pour la première audition du chant de Noël Douce nuit, sainte nuit qui s'est tenue dans l'ancienne église Saint-Nicolas en 1818.

## Géographie

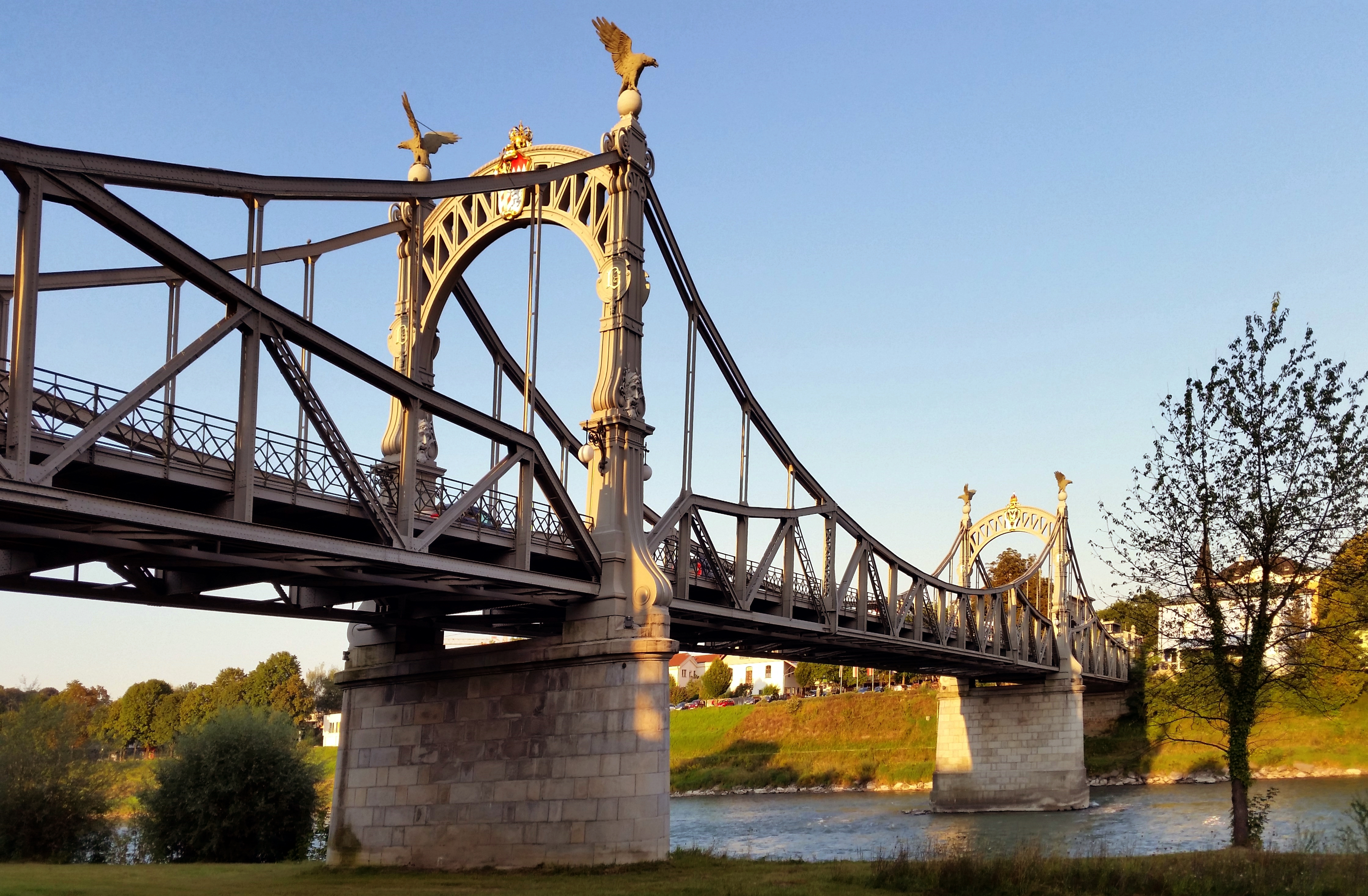
Le Salzachbrücke, pont routier sur la Salzach.

La ville se trouve à environ 17 km au nord de Salzbourg. Le territoire communal s'étend sur la rive droite de la rivière Salzach, qui constitue à cet endroit la frontière avec l'État de Bavière en Allemagne. La ville bavaroise de Laufen se trouve directement en face sur la rive gauche. En plus de Laufen, les communes limitrophes d’Oberndorf sont Sankt Georgen au nord-ouest, Lamprechtshausen au nord, Göming à l'est et Nußdorf am Haunsberg au sud-est. La gare d'Oberndorf est connectée au reseau du S-Bahn de Salzbourg.
Au dernier recensement (2018), la ville comptait 5 815 habitants. Les résidents se nomment Oberndorferinnen et Oberndorfer.

## Histoire
Autrefois, Oberndorf était le faubourg est de la ville de Laufen ; au Moyen Âge central, toute la région autour de Salzbourg appartient au duché de Bavière. Après l'extinction de la famille comtale de Lebenau au cours du XIIIe siècle, les domaines le long de la Salzach ont été acquis par l'archevêque Philippe de Salzbourg. Depuis ce temps ils faisaient partie de la principauté archiépiscopale de Salzbourg ; le duc Henri XIII de Bavière a reconnu les frontières existantes en 1275. Le lieu vit surtout du commerce de sel et de la navigation fluviale.

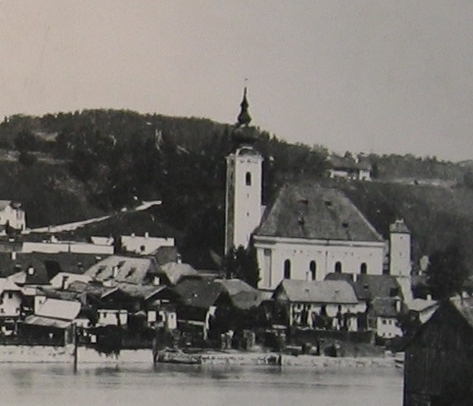
Oberndorf et l'église Saint-Nicolas au XIXe siècle.

Le Recès d'Empire de 1803 mit un terme au pouvoir temporel des princes-archevêques et fit de leur territoire une principauté-électorale de courte vie. Après le Congrès de Vienne et le traité de Munich en 1816, la Salzach a été considérée comme frontière naturelle entre le royaume de Bavière et l'empire d'Autriche ; depuis elle sépare la ville bavaroise de Laufen du village autrichien d'Oberndorf.
Jusqu'à la fin du XIXe siècle, l'endroit n'englobait que quelques maisons au bord de l'eau près d'un vieux pont de bois sur la Salzach. Entre 1896 et 1899, les habitations et l'église Saint-Nicolas ont été en grande partie détruites par plusieurs inondations et crues. Le lieu fut entièrement reconstruit en l'état actuel, y inclus un un pont routier métallique (de) et la nouvelle église paroissiale qui fut consacrée en 1907. En avril 2001, Oberndorf a reçu le statut de ville.

## Monuments
Le principal monument d’Oberndorf est la fameuse église du pèlerinage « Maria Bühel » qui a été construite en style baroque entre 1670 et 1673. De loin, on voit ses deux clochers à bulbe élancés. L'église renferme plusieurs tableaux votifs et des statues créées par le sculpteur local, Josef Anton Pfaffinger, de même que des peintures de Johann Michael Rottmayr, natif de Laufen et peintre de la cour archiépiscopale à Salzbourg. L'autel est une œuvre de l'architecte italien Antonio Beduzzi.

### Douce nuit, sainte nuit

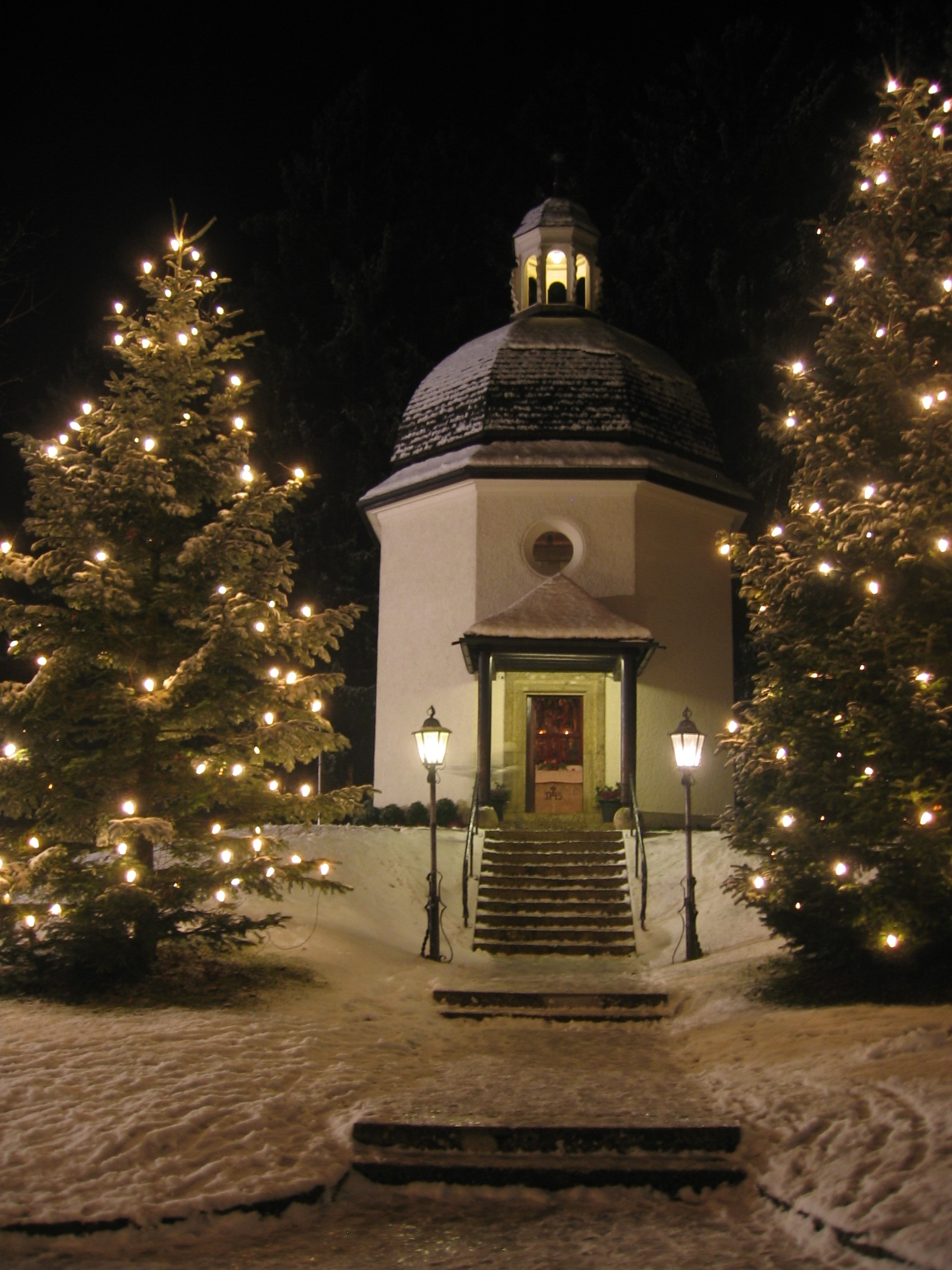
La chapelle Douce nuit.

Avant tout, Oberndorf est connu grâce au fameux chant de Noël Stille Nacht, heilige Nacht (Douce nuit, sainte nuit) qui y a été composé en 1818 par l'organiste Franz Xaver Gruber.
L’église Saint-Nicolas, où « Stille Nacht, heilige Nacht » a été chanté pour la première fois la veille de Noël en 1818 et elle n’existe plus aujourd’hui. Située dans un bas quartier, elle a été irrémédiablement endommagée par la crue de la Salzach en 1899 et ensuite démolie. À l'occasion du centième anniversaire, à la fin de la Première Guerre mondiale, la décision mûrait de construire une chapelle commémorative. Cependant, la situation économique respective de la Première République a retardé la réalisation. La chapelle en forme octogonale a été édifiée entre 1924 et 1936 à l'emplacement de l'ancien autel sur un terre-plain surélevé.
Aujourd'hui le bâtiment est une destination touristique très prisée, en particulier à la période de l'Avent. À proximité immédiate se trouve un musée des arts et traditions populaires, qui offre des informations sur les circonstances de la naissance et la diffusion de « Stille Nacht, heilige Nacht » ainsi que des éléments de l’histoire d’Oberndorf. La création de la chanson fait l'objet de l'adaptation cinématographique Das ewige Lied en 1997.

## Politique

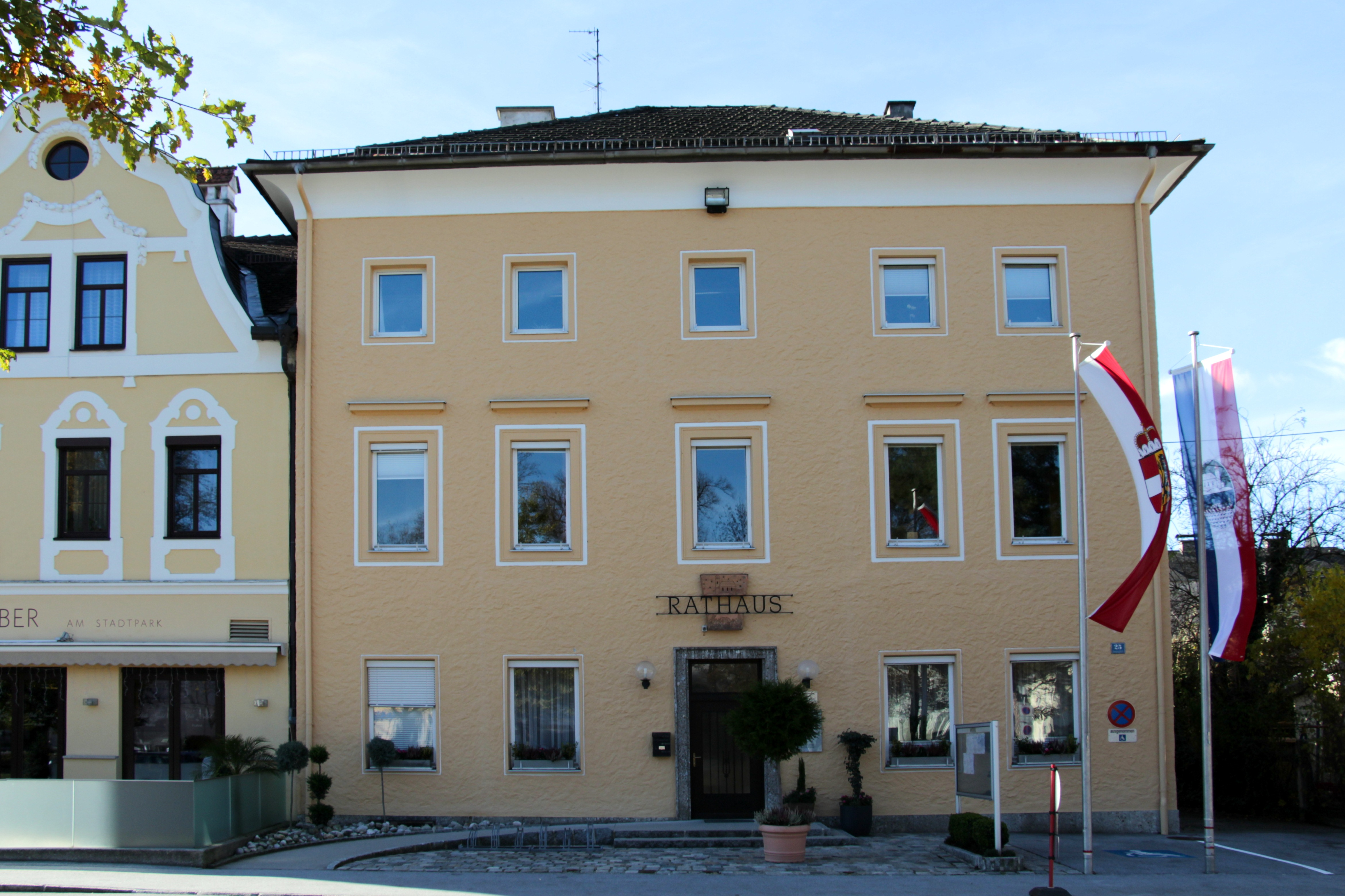
L'hôtel de ville.

Le conseil municipal se compose de 25 membres : 11 appartiennent au Parti social-démocrate d'Autriche (SPÖ), 8 au Parti populaire autrichien (ÖVP), 3 NOW, 2 aux Verts et 1 au Parti de la liberté d'Autriche (FPÖ). Le maire, Peter Schröder appartient au Parti social-démocrate.

## Économie
L’économie d’Oberndorf est dominée par le petit commerce. Mais cette ville est aussi le siège de plusieurs grandes entreprises comme l'imprimerie « Oberndorfer Druckerei GmbH »

## Personnalités
- Franz Xaver Gruber (1787–1863), fut organiste et instituteur à Oberndorf de 1807 à 1827 ;
- Joseph Mohr (1792–1848), était prêtre à l'église Saint-Nicolas de 1817 à 1819 ;
- Alfred Poell (1867-1929) peintre né à Oberndorf ;
- Leopold Kohr (1909–1994), juriste, philosophe et scientifique, lauréate du Prix Nobel alternatif en 1983 ;
- Ernst Märzendorfer (1921–2009), chef d’orchestre et compositeur ;
- Axel Corti (1933–1993), écrivain et réalisateur, mort à Oberndorf ;
- Benita Ferrero-Waldner (née en 1948), personnalité politique, grandit à Oberndorf ;
- Franz Scharl (né en 1958), évêque auxiliaire de Vienne ;
- Ludwig Paischer (né en 1981), judoka.